# Pomp (machine)

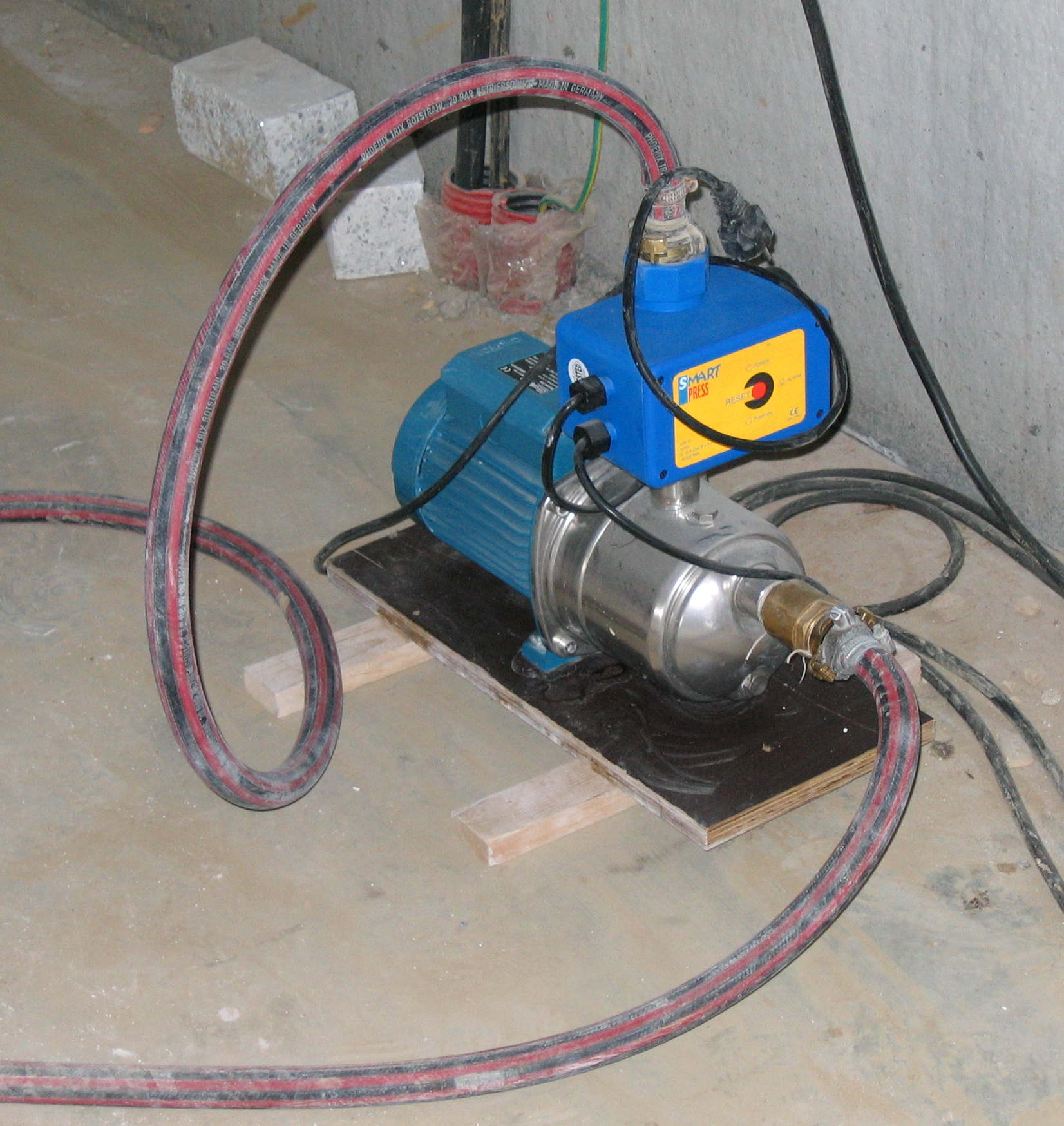
Een kleine elektrische pomp.

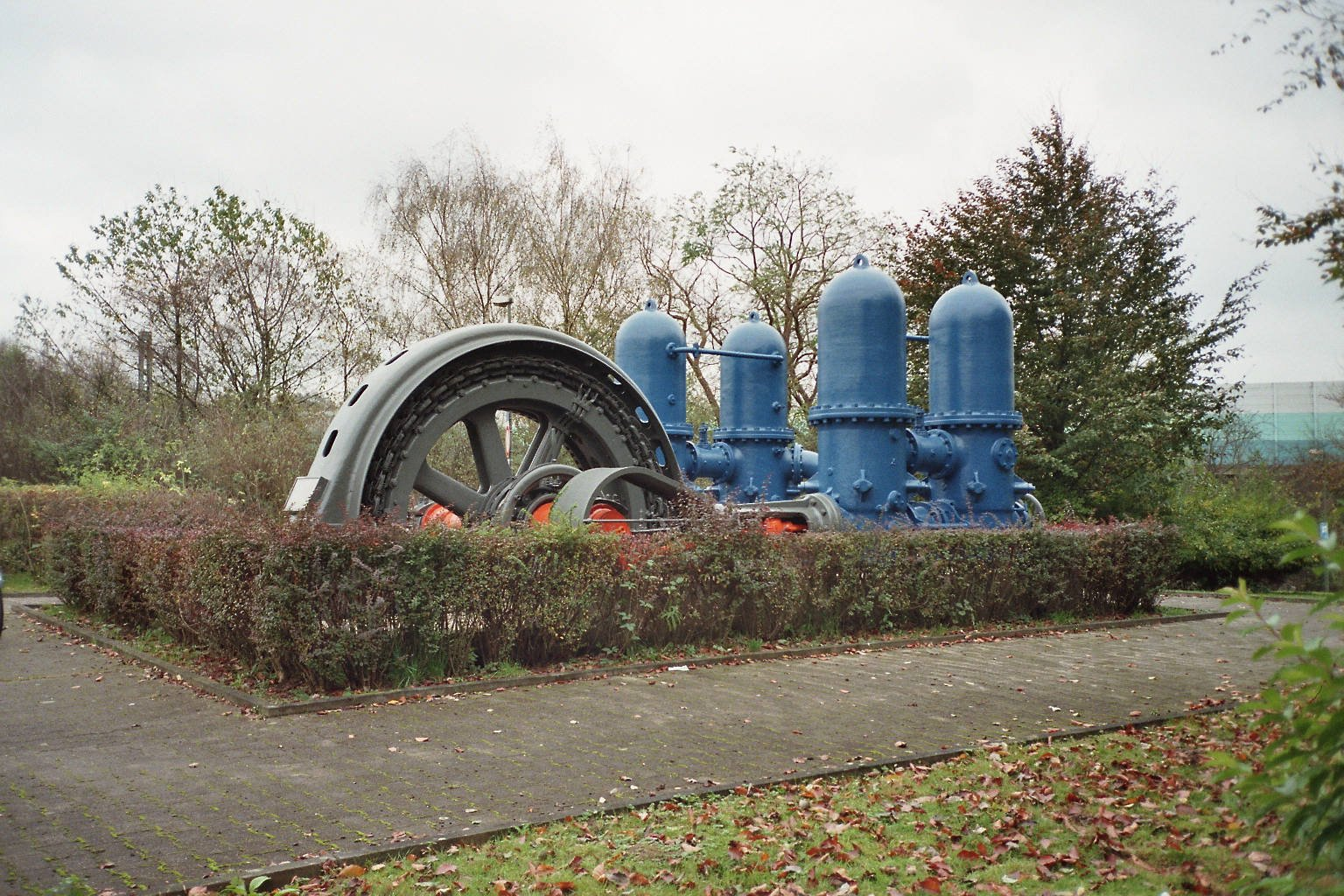
Een grote elektrische pomp voor de watervoorziening in Duitsland.

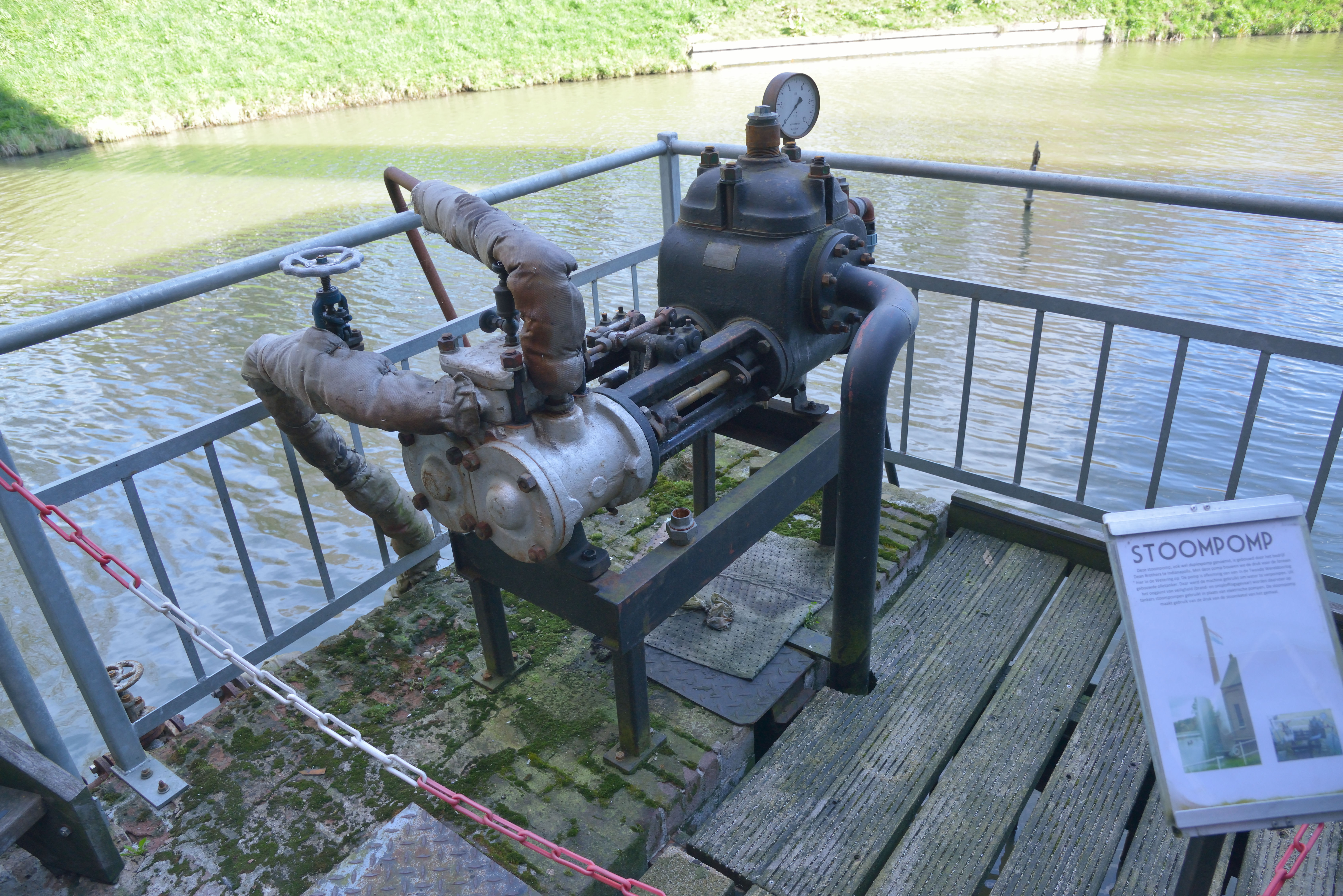
Stoompomp bij het stoomgemaal De Tuut

Een pomp is een werktuig dat een fluïdum (vloeistof of gas) verplaatst door er energie aan af te geven in de vorm van een drukverhoging of snelheidsverhoging. 
De benaming pomp wordt hoofdzakelijk gebruikt voor een machine die vloeistoffen verplaatst. Bij gassen spreekt men eerder over compressoren (drukverhoging) of ventilatoren (snelheidsverhoging).
De benaming fietspomp is daarop een uitzondering, men zou daar zuiver logisch gezien beter van compressor spreken. Een locomotief heeft een luchtpomp om de remleiding onder druk te houden.

## Voorbeelden
Pompen kunnen in twee grote klassen opgedeeld worden, naargelang hun principiële werking: turbopompen en volumetrische pompen of verdringerpompen. Turbopompen bestaan uit een ronddraaiend schoepensysteem, een typisch voorbeeld is de centrifugaalpomp. Verdringerpompen verplaatsen per cyclus steeds één zelfde volume, een typisch voorbeeld is de zuigerpomp.
- Turbopompen
  - Centrifugaalpomp
  - Dompelpomp
  - Schroefpomp
  - Zijkanaalpomp
- Volumetrische pompen
  - Cellenpomp
  - Lobbenpomp
  - Membraanpomp
  - Peristaltische pomp of slangenpomp
  - Plunjerpomp
  - Rollerpomp
  - Scheprad
  - Schottenpomp
  - Tandwielpomp
  - Touwpomp/kettingpomp
  - Vacuümpomp
  - Vijzel
  - Vleugelpomp
  - Zuigerpomp
- Andere
  - Doseerpomp
  - Hevel
  - Schroef van Archimedes
  - Spiraalpomp
  - Waterslagpomp
  - Waterstraalpomp